# Masdevallia agaster
Masdevallia agaster là một loài lan đặc hữu của miền nam Ecuador.